# NHL Expansion Draft 1967
Der NHL Expansion Draft 1967 wurde am 6. Juni 1967 in Montreal, Québec, Kanada von der National Hockey League ausgetragen. Der Draft war notwendig geworden, da die Liga vor der Saison 1967/68 von sechs auf zwölf Teams aufgestockt wurde. Die sechs neuen Franchises waren die Los Angeles Kings, die Minnesota North Stars, die California Seals, die Philadelphia Flyers, die Pittsburgh Penguins sowie die St. Louis Blues.

## Regeln
Da die Liga nun aus doppelt so vielen Teams wie zuvor bestand, mussten die Kader der neuen Mannschaften mit insgesamt 120 Spielern, 20 für jede Mannschaft, aus den bestehenden Mannschaften gefüllt werden. Das bedeutete für jedes Team der Original Six einen Verlust von 20 Spielern, was die Teams mit einigen Tricks, wie z. B. die Bereitstellung von Farmteam-Spielern für den Draft, zu kompensieren versuchten. Dennoch war es der größte Kaderumbruch, der bis heute in der NHL durchgeführt worden ist.

## Expansion-Draft-Ergebnisse

### Drafts der Los Angeles Kings
| Nr. | Spieler               | Ehemaliges Team     |
| --- | --------------------- | ------------------- |
| 1.  | Terry Sawchuk (T)     | Toronto Maple Leafs |
| 2.  | Wayne Rutledge (T)    | New York Rangers    |
| 3.  | Gord Labossiere (C)   | Montréal Canadiens  |
| 4.  | Bob Wall (V)          | Detroit Red Wings   |
| 5.  | Eddie Joyal (C)       | Toronto Maple Leafs |
| 6.  | Réal Lemieux (LF/RF)  | Detroit Red Wings   |
| 7.  | Poul Popiel (V)       | Boston Bruins       |
| 8.  | Terry Gray (RF)       | Detroit Red Wings   |
| 9.  | Bryan Campbell (C)    | New York Rangers    |
| 10. | Ted Irvine (LF)       | Boston Bruins       |
| 11. | Howard Hughes (RF)    | Montréal Canadiens  |
| 12. | Bill Inglis (C)       | Montréal Canadiens  |
| 13. | Doug Robinson (LF)    | New York Rangers    |
| 14. | Mike Corrigan (LF)    | Toronto Maple Leafs |
| 15. | Jacques Lemieux (LF)  | Montréal Canadiens  |
| 16. | Lowell MacDonald (LF) | Toronto Maple Leafs |
| 17. | Ken Block (V)         | New York Rangers    |
| 18. | Bill Flett (RF)       | Toronto Maple Leafs |
| 19. | Brent Hughes (V)      | Detroit Red Wings   |
| 20. | Marc Dufour (RF)      | New York Rangers    |

### Drafts der Minnesota North Stars
| Nr. | Spieler               | Ehemaliges Team     |
| --- | --------------------- | ------------------- |
| 1.  | Cesare Maniago (T)    | New York Rangers    |
| 2.  | Gary Bauman (T)       | Montréal Canadiens  |
| 3.  | Dave Balon (LF)       | Montréal Canadiens  |
| 4.  | Ray Cullen (C)        | Detroit Red Wings   |
| 5.  | Bob Woytowich (V)     | Boston Bruins       |
| 6.  | Jean-Guy Talbot (V)   | Montréal Canadiens  |
| 7.  | Wayne Connelly (RF)   | Boston Bruins       |
| 8.  | Ted Taylor (LF)       | Detroit Red Wings   |
| 9.  | Pete Goegan (V)       | Detroit Red Wings   |
| 10. | Len Lunde (C)         | Chicago Black Hawks |
| 11. | Bill Goldsworthy (RF) | Boston Bruins       |
| 12. | André Pronovost (LF)  | Detroit Red Wings   |
| 13. | Elmer Vasko (V)       | Chicago Black Hawks |
| 14. | Murray Hall (LF/RF)   | Chicago Black Hawks |
| 15. | Bryan Watson (V)      | Detroit Red Wings   |
| 16. | Bill Collins (C)      | New York Rangers    |
| 17. | Sandy Fitzpatrick (C) | New York Rangers    |
| 18. | Parker MacDonald (C)  | Detroit Red Wings   |
| 19. | Billy Taylor (C)      | Chicago Black Hawks |
| 20. | Dave Richardson (LF)  | Chicago Black Hawks |

### Drafts der California Seals
| Nr. | Spieler               | Ehemaliges Team     |
| --- | --------------------- | ------------------- |
| 1.  | Charlie Hodge (T)     | Montréal Canadiens  |
| 2.  | Gary Smith (T)        | Toronto Maple Leafs |
| 3.  | Bobby Baun (V)        | Toronto Maple Leafs |
| 4.  | Kent Douglas (V)      | Toronto Maple Leafs |
| 5.  | Bill Hicke (RF)       | New York Rangers    |
| 6.  | Billy Harris (LF/RF)  | Detroit Red Wings   |
| 7.  | Larry Cahan (V)       | New York Rangers    |
| 8.  | Walter Boyer (LF/RF)  | Chicago Black Hawks |
| 9.  | Joe Szura (LF/RF)     | Montréal Canadiens  |
| 10. | Bob Lemieux (V)       | Montréal Canadiens  |
| 11. | Jean-Paul Parisé (LF) | Boston Bruins       |
| 12. | Ron Harris (V)        | Boston Bruins       |
| 13. | Terry Clancy (LF/RF)  | Toronto Maple Leafs |
| 14. | Tracy Pratt (V)       | Chicago Black Hawks |
| 15. | Autry Erickson (V)    | Toronto Maple Leafs |
| 16. | Ron Boehm (LF/RF)     | New York Rangers    |
| 17. | Alain Caron (LF/RF)   | Chicago Black Hawks |
| 18. | Mike Laughton (LF/RF) | Toronto Maple Leafs |
| 19. | Bryan Hextall (LF/RF) | New York Rangers    |
| 20. | Gary Kilpatrick (V)   | Chicago Black Hawks |

### Drafts der Philadelphia Flyers
| Nr. | Spieler                   | Ehemaliges Team     |
| --- | ------------------------- | ------------------- |
| 1.  | Bernie Parent (T)         | Boston Bruins       |
| 2.  | Doug Favell (T)           | Boston Bruins       |
| 3.  | Ed Van Impe (V)           | Chicago Black Hawks |
| 4.  | John Miszuk (V)           | Chicago Black Hawks |
| 5.  | Joe Watson (V)            | Boston Bruins       |
| 6.  | Dick Cherry (V)           | Boston Bruins       |
| 7.  | Jean Gauthier (V)         | Montréal Canadiens  |
| 8.  | Terry Ball (V)            | New York Rangers    |
| 9.  | Brit Selby (LF/RF)        | Toronto Maple Leafs |
| 10. | Lou Angotti (C)           | Chicago Black Hawks |
| 11. | Léon Rochefort (LF/RF)    | Montréal Canadiens  |
| 12. | Don Blackburn (LF/RF)     | Toronto Maple Leafs |
| 13. | Gary Dornhoefer (LF/RF)   | Boston Bruins       |
| 14. | Forbes Kennedy (LF/RF)    | Boston Bruins       |
| 15. | Pat Hannigan (LF)         | Chicago Maple Leafs |
| 16. | Dwight Carruthers (LF/RF) | Detroit Red Wings   |
| 17. | Bob Courcy (LF/RF)        | Montréal Canadiens  |
| 18. | Keith Wright (LF)         | Boston Bruins       |
| 19. | Garry Peters (C)          | Montréal Canadiens  |
| 20. | Jim Johnson (C)           | New York Rangers    |

### Drafts der Pittsburgh Penguins
| Nr. | Spieler             | Ehemaliges Team     |
| --- | ------------------- | ------------------- |
| 1.  | Joe Daley (T)       | Detroit Red Wings   |
| 2.  | Roy Edwards (T)     | Chicago Black Hawks |
| 3.  | Earl Ingarfield (C) | New York Rangers    |
| 4.  | Al MacNeil (V)      | New York Rangers    |
| 5.  | Larry Jeffrey (LF)  | Toronto Maple Leafs |
| 6.  | Ab McDonald (LF)    | Detroit Red Wings   |
| 7.  | Leo Boivin (V)      | Detroit Red Wings   |
| 8.  | Noel Price (V)      | Montréal Canadiens  |
| 9.  | Keith McCreary (RF) | Montréal Canadiens  |
| 10. | Ken Schinkel (RF)   | New York Rangers    |
| 11. | Bob Dillabough (C)  | Boston Bruins       |
| 12. | Art Stratton (C)    | Chicago Black Hawks |
| 13. | Val Fonteyne (LF)   | Detroit Red Wings   |
| 14. | Jeannot Gilbert (C) | Boston Bruins       |
| 15. | Tom McCarthy (LF)   | Montréal Canadiens  |
| 16. | Billy Dea (LF)      | Chicago Black Hawks |
| 17. | Bobby Rivard (C)    | Montréal Canadiens  |
| 18. | Mel Pearson (LF)    | Chicago Black Hawks |
| 19. | Andy Bathgate (RF)  | Detroit Red Wings   |
| 20. | Les Hunt (V)        | New York Rangers    |

### Drafts der St. Louis Blues
| Nr. | Spieler              | Ehemaliges Team     |
| --- | -------------------- | ------------------- |
| 1.  | Glenn Hall (T)       | Chicago Black Hawks |
| 2.  | Don Caley (T)        | Detroit Red Wings   |
| 3.  | Jim Roberts (V)      | Montréal Canadiens  |
| 4.  | Noël Picard (V)      | Montréal Canadiens  |
| 5.  | Al Arbour (V)        | Toronto Maple Leafs |
| 6.  | Rod Seiling (V)      | New York Rangers    |
| 7.  | Ron Schock (C)       | Boston Bruins       |
| 8.  | Terry Crisp (C)      | Boston Bruins       |
| 9.  | Don McKenney (C)     | Detroit Red Wings   |
| 10. | Wayne Rivers (RF)    | Boston Bruins       |
| 11. | Bill Hay (C)         | Chicago Black Hawks |
| 12. | Darryl Edestrand (V) | Toronto Maple Leafs |
| 13. | Norm Beaudin (RF)    | Detroit Red Wings   |
| 14. | Larry Keenan (LF)    | Toronto Maple Leafs |
| 15. | Ron Stewart (C)      | Boston Bruins       |
| 16. | Fred Hucul (V)       | Toronto Maple Leafs |
| 17. | John Brenneman (LF)  | Toronto Maple Leafs |
| 18. | Gerry Melnyk (C)     | Chicago Black Hawks |
| 19. | Gary Veneruzzo (LF)  | Toronto Maple Leafs |
| 20. | Max Mestinsek (RF)   | New York Rangers    |